# Харакський парк
Хара́кський парк — парк на території Гаспри (Велика Ялта). Пам'ятка садово-паркового мистецтва. Заснований у другій половині XIX століття.
Харакський парк розташований на західному відрогу мису Ай-Тодор на висоті 40-60 метрів над рівнем моря. Площа парку — 17,5 гектарів. На його території зосереджено понад 200 видів, садових форм дерев і чагарників. У парку ростуть тис ягідний колоноподібної форми, ряболиста форма самшиту вічнозеленого, кипарис лузітанський, філірея, османтус, зимоцвіт. Харакський парк у районі Ай-Тодорського маяка переходить у реліктовий ялівцевий гай. Дерева там мають вік 400—1000 років.

## Історія
Заснував парк князь Георгій Романов. Названий, як і маєток, на честь стародавньо-римської фортеці «Харакс» (слово «Харакс» грецькою означає «зміцнення»), яка стояла на мисі Ай-Тодор у I—III століттях н. е. На сьогодні — це пам'ятка археології державного значення.
У Харакському парку розкопані залишки кам'яних і цегляних будинків, цементоване водоймище-німфей, прикрашене мозаїкою, водопровід з глиняних труб.
Визначною пам'яткою парку є альтанка, що складається з 12 мармурових колон із фонтаном посередині. На думку археолога Костянтина Орлова (керівника розкопок Хараксу), колони альтанки являють собою частину палацу (копії атріума римського будинку в Помпеях), що згорів у 1882 році.
Серед гостей Романова, які захоплювалися маєтком, була й сім'я імператора Миколи II, який для будівництва нового палацу в Лівадії теж запросив архітектора Миколу Краснова, оцінивши його талант.
В даний час на території маєтку «Харакс» розташований сучасно обладнаний санаторій «Дніпро», де відпочивають і проходять курс лікування працівники Кабінету Міністрів України.

## Галерея

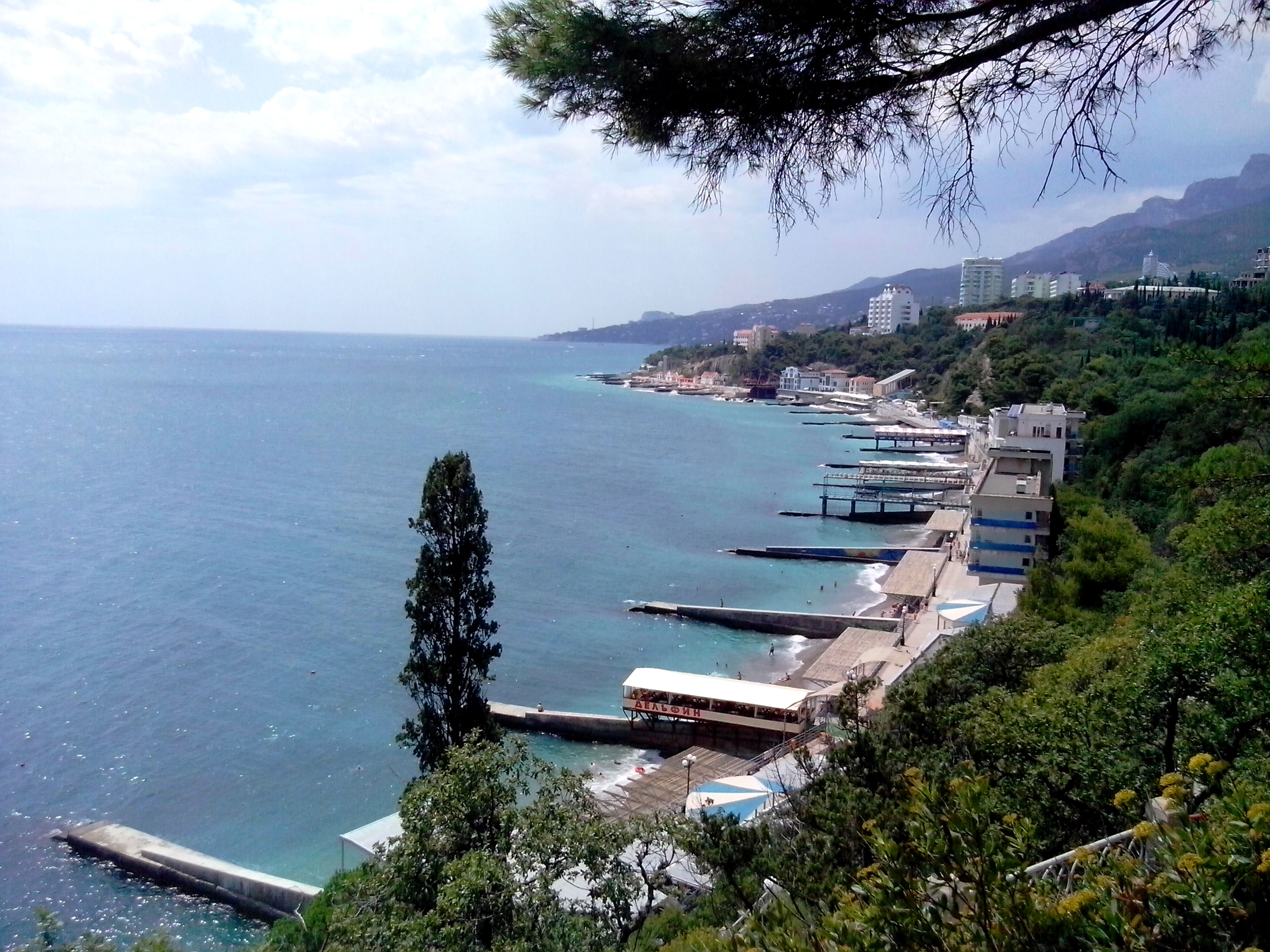
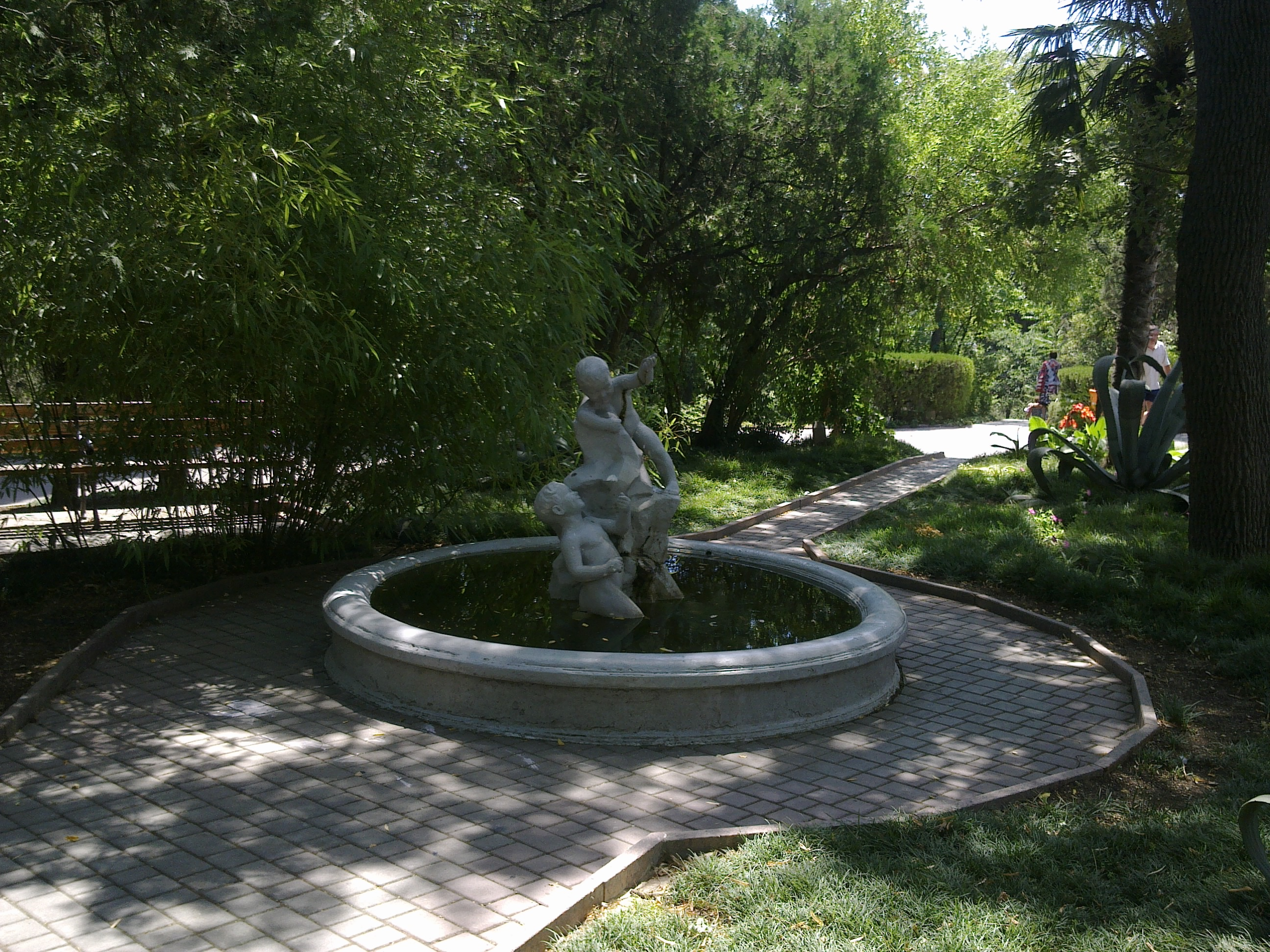
Фонтан при вході в парк
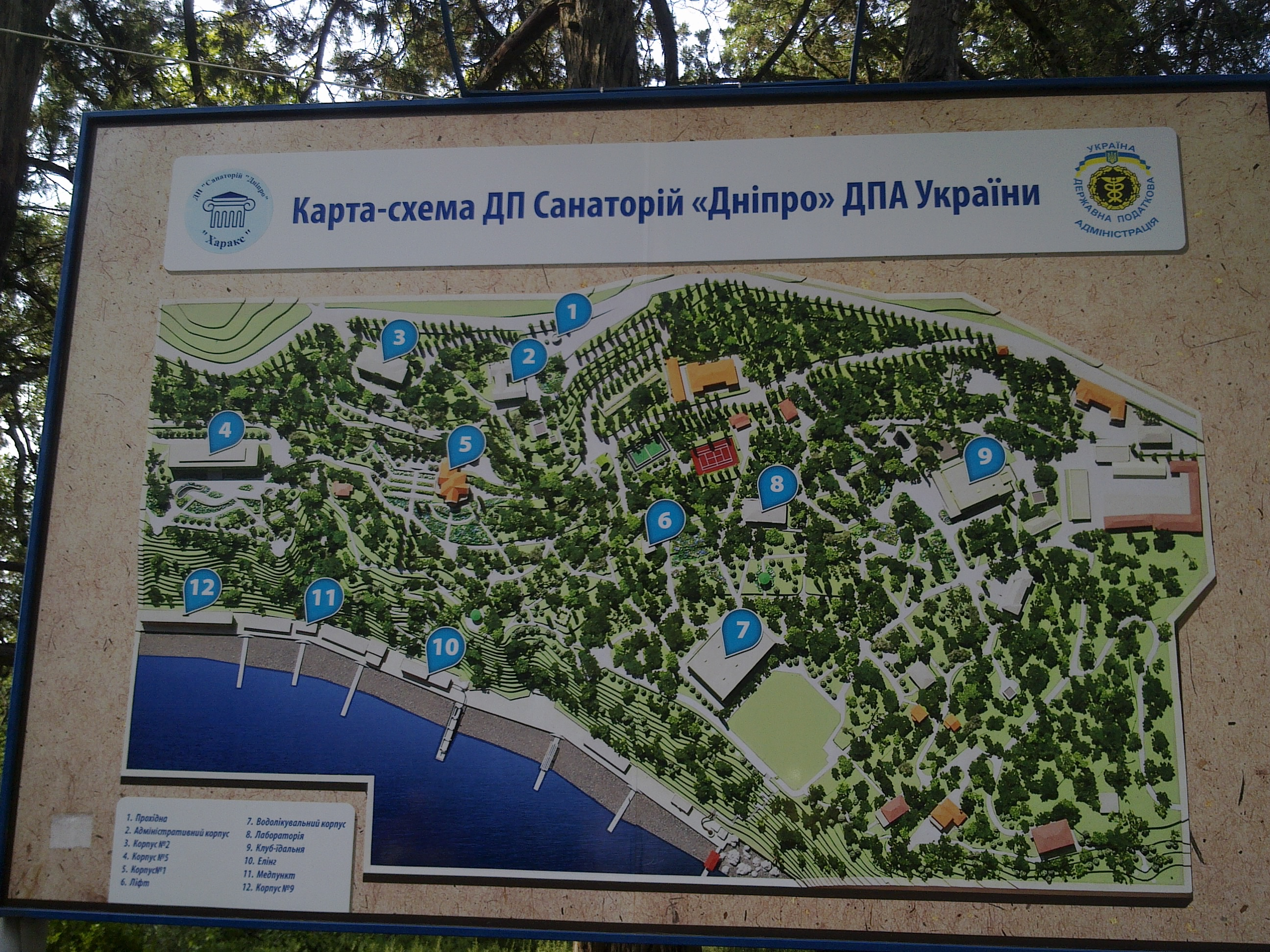
Карта-схема парку
Історія парку на камінні
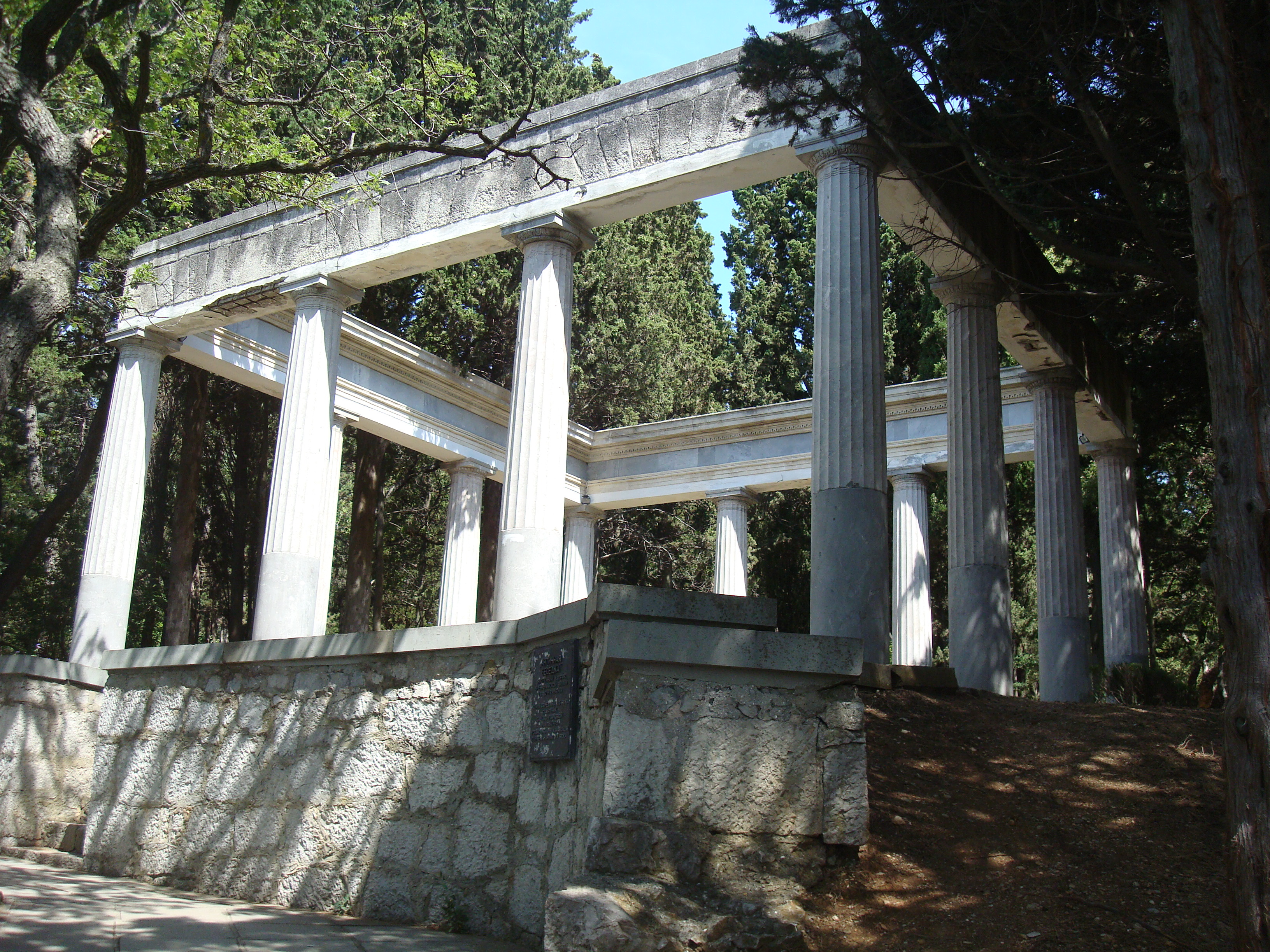
Антична альтанка